# Liste des édifices religieux d'Antarctique

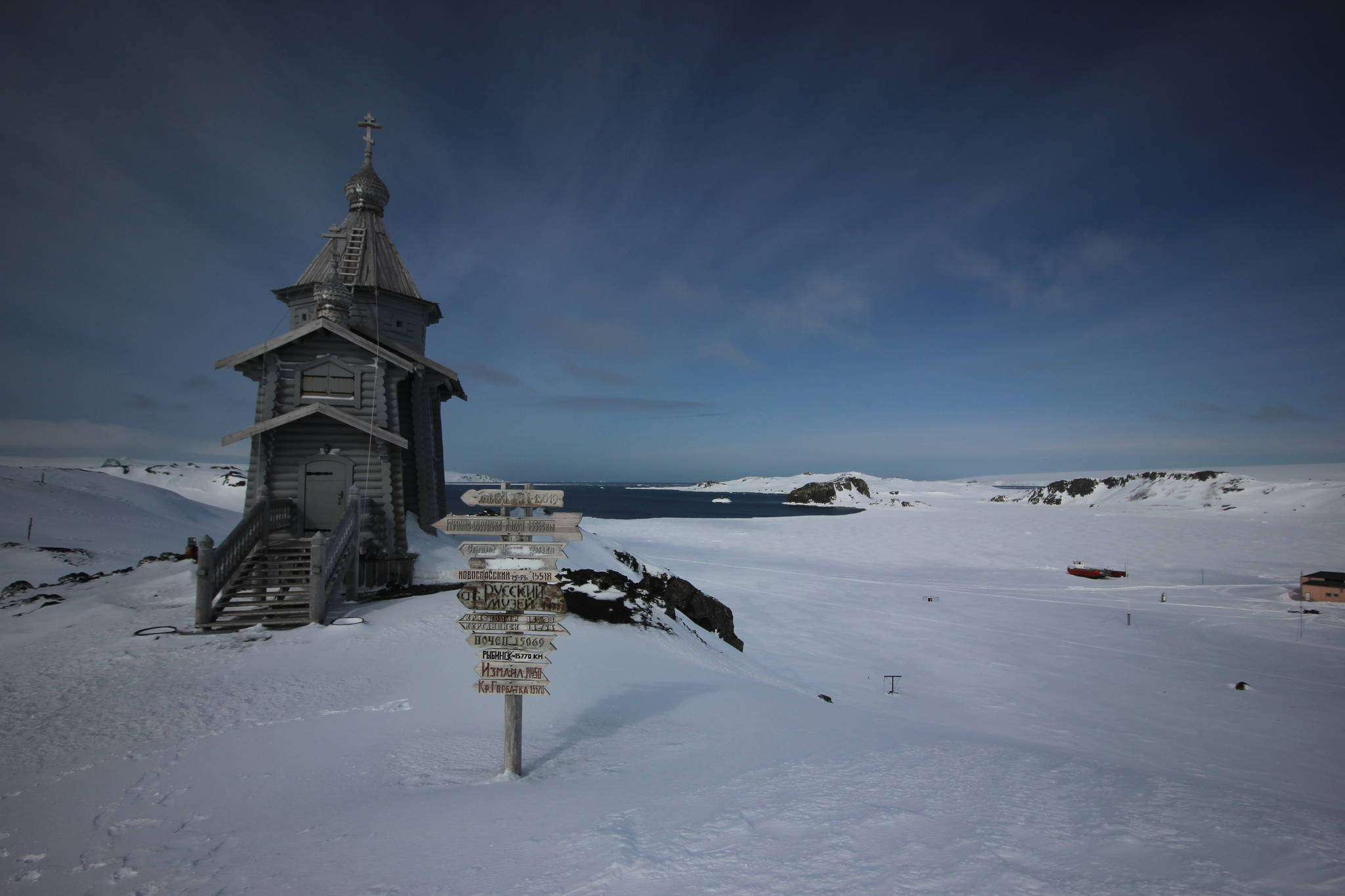
Église de la Trinité sur l'île du Roi-George.

Cet articles recense les édifices religieux d'Antarctique.

## Généralités

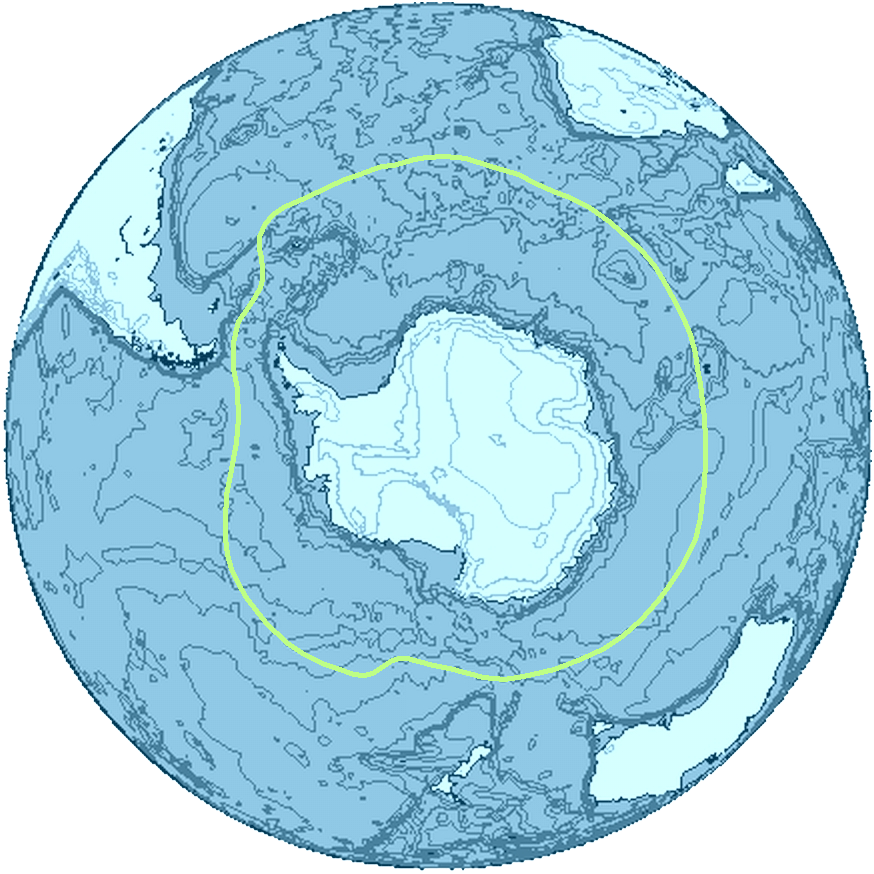
L'Antarctique et sa convergence.

Selon le sixième article du traité sur l'Antarctique, l'Antarctique est définie politiquement comme l'ensemble des terres et plateaux de glaces situés au sud du 60e parallèle sud. Cette limite permet d'inclure la totalité du continent Antarctique, ainsi que la plupart des îles proches de ce continent. Une autre limite consisterait par exemple à considérer la convergence antarctique, qui correspond à la zone où se rencontrent les eaux froides antarctiques et les eaux plus chaudes des régions sub-antarctiques. Un certain nombre d'îles sub-antarctiques se situent à proximité de cette convergence.
L'Antarctique compte huit lieux de cultes, tous de confession chrétienne et érigés au sein de stations de recherche. Six de ces lieux sont situés sur des îles, deux seulement sur le continent antarctique à proprement parler.
Ces édifices religieux offrent leurs services aux habitants de l'Antarctique, qui se répartissent dans une quarantaine de stations scientifiques permanentes et une série de stations qui ne sont occupées que pendant l'été. La population du continent varie ainsi de 1 100 personnes en hiver à 4 400 en été. Au-delà de ces quelques bâtiments autonomes, la plupart des stations scientifiques possèdent de petites salles de réunion qui accueillent également des services religieux non seulement chrétiens, mais aussi d'autres religions. La chapelle des Neiges organise également des services religieux pour d'autres cultes comme le mormonisme, le bahaïsme et le bouddhisme.
L'édifice religieux situé le plus au sud est la chapelle Notre-Dame des Neiges (en), une chapelle catholique taillée dans la glace entourant la base antarctique Belgrano II, au nunatak Bertrab (en).
Au nord du 60e parallèle, les îles sub-antarctiques abritent plusieurs églises ou chapelles.

## Liste

### Antarctique
Ce paragraphe catalogue les églises et autres bâtiments religieux construits au sud du 60e parallèle sud.
| Nom                                        | Confession                      | Situation                                   | Station               | Pays       | Inauguration                               | Coordonnées                | Photographie |
| ------------------------------------------ | ------------------------------- | ------------------------------------------- | --------------------- | ---------- | ------------------------------------------ | -------------------------- | ------------ |
| Chapelle Notre-Dame des Neiges (en)        | Catholique                      | nunatak Bertrab (en), continent Antarctique | Belgrano II           | Argentine  | après 1979                                 | 77° 52′ sud, 34° 38′ ouest |              |
| Chapelle Saint-François d'Assise (en)      | Catholique                      | Baie de l'Espoir, péninsule Antarctique     | Esperanza             | Argentine  | 1976                                       | 63° 24′ sud, 56° 59′ ouest |              |
| Chapelle Sainte-Marie Reine de la Paix     | Catholique                      | Île du Roi-George                           | Villa Las Estrellas   | Chili      | ?                                          | 62° 12′ sud, 58° 58′ ouest |              |
| Chapelle de la très Sainte Vierge de Luján | Catholique                      | Île Seymour                                 | Marambio              | Argentine  | 1996                                       | 64° 14′ sud, 56° 38′ ouest |              |
| Chapelle des Neiges                        | Christianisme non confessionnel | Île de Ross                                 | McMurdo               | États-Unis | 1956 détruite en 1978 reconstruite en 1989 | 77° 51′ sud, 166° 40′ est  |              |
| Chapelle Saint-Jean-de-Rila                | Orthodoxe                       | Île Livingston                              | Saint-Clément d'Ohrid | Bulgarie   | 2003 reconstruite en 2011                  | 62° 38′ sud, 60° 22′ ouest |              |
| Chapelle Saint-Vladimir                    | Orthodoxe                       | Île Galindez                                | Akademik Vernadsky    | Ukraine    | 2010-2011                                  | 65° 15′ sud, 64° 16′ ouest |              |
| Église de la Trinité                       | Orthodoxe russe                 | Île du Roi-George                           | Bellingshausen        | Russie     | 2004                                       | 62° 12′ sud, 58° 58′ ouest |              |

### Îles sub-antarctiques
Cette liste recense les édifices religieux construits au nord du 60e parallèle sud, sur des îles sub-antarctiques. La définition d'une île sub-antarctique est assez floue, mais inclut généralement les îles du sud des océans Atlantique, Indien et Pacifique, au climat froid et venteux, situées à proximité de la convergence antarctique, zone où se rencontrent les eaux froides antarctiques et les eaux plus chaudes des régions sub-antarctiques. Cette limite varie suivant la saison et sa latitude n'est pas constante autour du globe. Parmi ces îles, seules la Géorgie du Sud, les îles Kerguelen et l'archipel Crozet possèdent une population suffisante (même si non-permanente) pour justifier la construction d'édifices religieux.
| Nom                                                                          | Confession                                             | Situation                             | Lieu              | Pays        | Inauguration | Coordonnées                        | Photographie |
| ---------------------------------------------------------------------------- | ------------------------------------------------------ | ------------------------------------- | ----------------- | ----------- | ------------ | ---------------------------------- | ------------ |
| Église anglicane norvégienne de Grytviken (Église des Chasseurs de baleines) | Église anglicane ; précédemment luthéranisme norvégien | Géorgie du Sud                        | Grytviken         | Royaume-Uni | 1913         | 54° 16′ 48″ sud, 36° 30′ 36″ ouest |              |
| Église Notre-Dame-du-Vent                                                    | Catholique                                             | Îles Kerguelen                        | Port-aux-Français | France      | Années 1950  | 49° 21′ 07″ sud, 70° 12′ 54″ est   |              |
| Chapelle Notre-Dame-des-Oiseaux                                              | Catholique                                             | Île de la Possession, archipel Crozet | Alfred-Faure      | France      | 1984         | 46° 25′ 59″ sud, 51° 51′ 34″ est   |              |